# Rivière Joir
Rivière Joir är ett vattendrag i Kanada. Floden ligger till stor del i provinsen Newfoundland och Labrador, men rinner ut i provinsen Québec, i den östra delen av landet, 1 300 km nordost om huvudstaden Ottawa.
I omgivningarna runt Rivière Joir växer i huvudsak barrskog. Trakten runt Rivière Joir är nära nog obefolkad, med mindre än två invånare per kvadratkilometer.